# The Knack ...and How to Get It
The Knack ...and How to Get It is een Britse filmkomedie uit 1965 onder regie van Richard Lester. Hij won met deze film de Gouden Palm op het Filmfestival van Cannes.

## Verhaal
De verlegen Londense schoolmeester Colin is jaloers op de drummer Tolen die moeiteloos elke vrouw versiert. Hijzelf kan alleen maar dromen van zoveel succes bij vrouwen. Op een dag ontmoet hij echter Nancy Jones, een jonge, knappe vrouw die voor het eerst naar Londen komt.

## Rolverdeling
| Acteur           | Personage   |
| ---------------- | ----------- |
| Michael Crawford | Colin       |
| Rita Tushingham  | Nancy Jones |
| Ray Brooks       | Tolen       |
| Donal Donnelly   | Tom         |